# Desmana
Genre
Desmana est un genre de mammifères de la famille des Talpidés (Talpidae). Parmi les desmans de ce genre, il ne subsiste qu'une seule espèce actuelle de ces animaux menacés qui font penser à des taupes nageuses : le Desman de Moscovie (Desmana moschata).

## Classification
Ce genre a été décrit pour la première fois en 1777 par le naturaliste allemand de la Baltique, sujet de l'Empire russe, Johann Anton Güldenstädt (1745-1781). 
Classification plus détaillée selon le Système d'information taxonomique intégré (SITI ou ITIS en anglais) :
 Règne : Animalia ; sous-règne : Bilateria ; infra-règne : Deuterostomia ; Embranchement : Chordata ; Sous-embranchement : Vertebrata ; infra-embranchement : Gnathostomata ; super-classe : Tetrapoda ; Classe : Mammalia ; Sous-classe : Theria ; infra-classe : Eutheria ; ordre : Soricomorpha ; famille des Talpidae ; sous-famille des Talpinae ; tribu des Desmanini.

### Liste d'espèces

#### Espèce actuelle
Selon Mammal Species of the World (version 3, 2005)  (27 février 2015), Catalogue of Life (27 février 2015), ITIS (27 février 2015) :
- Desmana moschata (Linnaeus, 1758) -  Le Desman de Moscovie

#### Espèces répertoriées
Selon Paleobiology Database (27 février 2015) :
- †Desmana inflata
- †Desmana kowalskae
- Desmana moschata
- †Desmana nehringi
- †Desmana thermalis
- †Desmana verestchagini
- †Mygale arvernensis